# Kumi Yokoyama
Kumi Yokoyama (横山 久美, 13 d'agost de 1993) és un futbolista japonès.

## Selecció del Japó
Va debutar amb la selecció del Japó el 2015. Va disputar 35 partits amb la selecció del Japó. Ha disputat Copa del Món de 2019.

## Estadístiques
| Selecció del Japó | Selecció del Japó | Selecció del Japó |
| Anys              | Partits           | Gols              |
| ----------------- | ----------------- | ----------------- |
| 2015              | 5                 | 2                 |
| 2016              | 8                 | 3                 |
| 2017              | 11                | 6                 |
| 2018              | 11                | 5                 |
| Total             | 35                | 16                |